# Toudja (entreprise)
Toudja est une entreprise agroalimentaire basée à Béjaïa, en Algérie. Toudja est la marque commerciale affectée aux produits eaux minérales et boissons aux fruits fabriqués par les entreprises du groupe « GB ».

## Histoire
En 1936, l'entreprise inaugure une unité de boissons gazeuses à Béjaïa, dénommée limonaderie Gadouche Boualem (GB).
En 1996, l'entreprise inaugure une usine de production et d'embouteillage des eaux minérales naturelles et gazéifiées à Toudja, dénommée Société des eaux de Toudja (SET).
En 2003, l'entreprise inaugure une unité de fabrication des jus et sirops à El-Kseur, dénommée la Spc GB & Cie.
En 2014, l'entreprise inaugure une unité de fabrication de boissons gazeuses et jus à Béjaïa, dénommée Unilait.